# Jeep Gladiator (JT)
Jeep Gladiator — четырёхдверный пикап, серийно выпускающийся в США с 2019 года. Это первый пикап марки после прекращения производства модели Jeep Comanche в 1992 году.
Пикап Jeep Gladiator спроектирован на платформе модели Jeep Wrangler. Автомобиль оснащается бензиновым мотором V6 3.6 мощностью 289 л. с. Коробки передач — 6-ступенчатая механическая или 8-ступенчатая автоматическая. До 2023 года модель также была доступна с 264-сильным турбодизелем 3.0 V6.